# Dlouhej kouř
Dlouhej kouř je druhé studiové album české poprockové hudební skupiny Chinaski. Vydáno bylo v roce 1997 vydavatelstvím B&M Music. Titulní skladba se dostala do českých rádií a skupině se po vydání desky podařilo prosadit se na hudebním trhu.

## Seznam skladeb
Všechny skladby napsal(i) Chinaski. 
| Pořadí         | Název              | Délka |
| -------------- | ------------------ | ----- |
| 1.             | Mladá vdova        | 2:52  |
| 2.             | Dlouhej kouř       | 3:38  |
| 3.             | Žádný city         | 3:10  |
| 4.             | Coura              | 5:16  |
| 5.             | Stejně jako já     | 2:24  |
| 6.             | Vrabci             | 2:54  |
| 7.             | Vinohradská č.p.90 | 3:25  |
| 8.             | Měsíc              | 3:18  |
| 9.             | Bij mě (tluč mě)   | 2:17  |
| 10.            | Mongol             | 2:45  |
| 11.            | Probuzení          | 4:07  |
| 12.            | Parník             | 2:11  |
| 13.            | Megašéf            | 4:06  |
| 14.            | Paměť              | 4:41  |
| Celková délka: | Celková délka:     | 47:00 |

## Obsazení
- František Táborský – zpěv, kytara
- Michal Malátný – zpěv, kytara
- Petr Rajchert – zpěv, saxofon
- Adam Stivín – basová kytara
- Pavel Grohman – bicí